# Lič
Lič falu Horvátországban, Tengermellék-Hegyvidék megyében. Közigazgatásilag Fužinéhez tartozik.

## Fekvése
Fiume központjától 23 km-re délkeletre, községközpontjától 3 km-re délre fekszik.

## Története
Lič már a 12. században szerepel egy velencei készítésű térképen. A mai települést 49 bunyevác család alapította 1605 és 1606 között, amikor a Zrínyiek megengedték főként a Krmpotić, Vojnić és Sladović családokhoz tartozó népcsoportnak, hogy a Lič mezőnél fekvő Gradina-domb alatt letelepedjenek és felépítsék falujukat. A bunyevácok Hercegovina török által meghódított területéről a török elnyomás az erőszakos iszlám hit terjesztés elől menekültek. 1608 és 1614 között újabb csoportjaik áttelepülése kezdődött a Zengg környéki részekre, ahonnan 1627-ben érkezett ide újabb bunyevác lakosság. A második hullámban érkeztek a Deranja, Blažević, Prpić, Tomić, Tomljanović, Jovanović, Pilipović, Blažević, Maras, Krpan, Pavličević, Pavelić (akik hamarosan odébbálltak), Peričić, Šojat, Vukelić, Radošević és Starčević családok. A Radoševićek és Starčevićek akik ma is a lakosság legnépesebb családjait alkotják, túlnyomórészt meződazdaságból élnek. 1662-ben itt épült fel a község legrégibb temploma, melyet Szent György vértanú tiszteletére szenteltek.
A településnek 1857-ben 996, 1910-ben 1014 lakosa volt. 1920-ig Modrus-Fiume vármegye Delnicei járásához tartozott. 2011-ben a falunak 502 lakosa volt.

## Lakosság

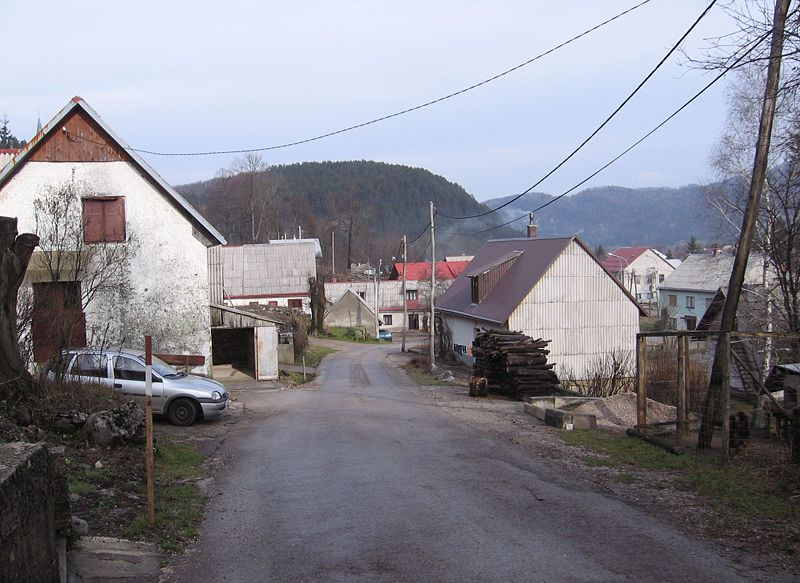
Lič - utcarészlet

| Lakosság változása | Lakosság változása | Lakosság változása | Lakosság változása | Lakosság változása | Lakosság változása | Lakosság változása | Lakosság változása | Lakosság változása | Lakosság változása | Lakosság változása | Lakosság változása | Lakosság változása | Lakosság változása | Lakosság változása | Lakosság változása |
| ------------------ | ------------------ | ------------------ | ------------------ | ------------------ | ------------------ | ------------------ | ------------------ | ------------------ | ------------------ | ------------------ | ------------------ | ------------------ | ------------------ | ------------------ | ------------------ |
| 1857               | 1869               | 1880               | 1890               | 1900               | 1910               | 1921               | 1931               | 1948               | 1953               | 1961               | 1971               | 1981               | 1991               | 2001               | 2011               |
| 996                | 918                | 964                | 971                | 1016               | 1014               | 908                | 886                | 743                | 767                | 763                | 648                | 532                | 470                | 379                | 502                |

## Nevezetességei
- Szent György tiszteletére szentelt plébániatemploma 1662-ben épült, a község legrégibb szakrális épülete.
- A település néprajzi múzeumát 1994-ben az iskola épületében alapította két fivér Nenad és Dražen Starčević néprajzi gyűjteményéből. Ma mintegy ötszáz bútor és egyéb tárgy mutatja itt be a község egykori életét.[4]
- A Lič mezőn az 1733-as jelenés helyén állt a különösen szép és nevezetes Havas Boldogasszony templom, ahova minden év augusztus 5-én évszázadokig zarándokoltak az imádságos lelkű hívek. A régi templom a II. világháborúban megsemmisült. A partizánok fegyvereket tároltak benne, majd az olasz kapituláció után 1943. október 10-én a németek kirabolták és aláaknázták. A helyiek csak az oltárképet és az oltár fehér márvány keresztjét tudták megmenteni. A mai szentélyt 2002-ben építették a helyére. A közeli Szent János-dombon keresztút és egy II. János Pál pápa tiszteletére emelt kis kápolna található.[5]
- A közelben található az 1985-ben a Koš-patak elrekesztésével létesített kis Potkoš-tó, melyet halnevelés céljára létesítettek.